# 夏色のグラデーション
『夏色のグラデーション』（なついろのグラデーション）は、有沢遼による日本の漫画作品、およびそれを表題作とした漫画短編集。少女のひと夏の成長を描く作品。

## 概要
『なかよし』（講談社）において、なかよし1996年 8月号増刊号に掲載された。

## 書誌情報
有沢遼 『夏色のグラデーション』 講談社〈講談社コミックスなかよし〉、全1巻
- 1巻、1997年7月6日発行、ISBN 4-06-178867-1
  - 表題作のほか、「笑顔にあいたい」「ひみつのベビーフェイス」「トラブルな夏休み -合宿ミステリー-」の読み切り3作品が同時収録されている。